# Chuyến bay 402 của Pacific Pacific Air Lines
Vào ngày 4 tháng 3 năm 1966, Chuyến bay 402 (CP402) của Canadian Pacific Air Lines, đã húc vào đèn tiếp cận và một bức tường trong một nỗ lực hạ cánh ban đêm trong tầm nhìn kém tại sân bay quốc tế Haneda ở Tokyo, Nhật Bản. Trong số 62 hành khách và 10 phi hành đoàn, chỉ có 8 hành khách sống sót. Một phó chủ tịch tin tức của Công ty Phát thanh Truyền hình Hoa Kỳ, người đã tham quan văn phòng châu Á của mạng lưới nằm trong số 64 trường hợp tử vong.

## Diễn biến
Chiếc máy bay có liên quan là một chiếc McDonnell Douglas DC-8-43, đăng ký CF-CPK, c / n 45761/237, được giao cho hãng hàng không vào ngày 14/10/1965..
Chuyến bay 402 là chuyến bay từ Hồng Kông đến Tokyo đến Vancouver, cất cánh lúc 16:14 Giờ Nhật Bản từ Sân bay Quốc tế Kai Tak trên chặng đầu tiên của hành trình. Chuyến bay đã ở trong một mô hình tổ chức trong gần một giờ, chờ đợi khả năng hiển thị tại điểm đến để cải thiện từ cực tiểu. Bộ điều khiển tháp đã xóa chuyến bay để tiếp cận dụng cụ khi tầm nhìn được cải thiện, nhưng phi hành đoàn phải hủy bỏ cách tiếp cận khi tầm nhìn lại giảm xuống. Vào lúc 20:05 theo giờ địa phương, phi công đã gọi cho tháp điều khiển rằng anh ta đang chuyển hướng đến Đài Loan và được cho biết tầm nhìn tại sân bay đã tăng trên mức tối thiểu một lần nữa đến năm phần tám dặm. Phi công sau đó quyết định thực hiện một cách tiếp cận khác trước khi chuyển hướng.
Cách tiếp cận kiểm soát mặt đất là bình thường cho đến khi máy bay được nhìn thấy trên radar tiếp cận chính xác đột nhiên hạ xuống dưới độ dốc trượt. Ở độ cao 850 m (2.800 ft) từ ngưỡng đường băng, thiết bị hạ cánh của máy bay đã tấn công một phần của hệ thống chiếu sáng tiếp cận. Phi công mất quyền kiểm soát máy bay khi nó đâm vào nhiều vật cản khác, bao gồm cả tường biển 2 m (7 ft) ở ngưỡng đường băng, để lại một vệt dài nửa dặm của đống đổ nát trên sân bay.